# 680

680(육백팔십)은 679보다 크고 681보다 작은 자연수다.

## 수학
- 합성수로, 그 약수는 총 16개다. (1, 2, 4, 5, 8, 10, 17, 20, 34, 40, 68, 85, 136, 170, 340, 680)
  - 680의 진약수의 합은 940이므로, 680은 과잉수다.
- 15번째 사면체수다. 앞의 사면체수는 560, 다음은 816이다.
- 자릿수 제곱합이 제곱수인 61번째 자연수다. ({\displaystyle 6^{2}+8^{2}+0^{2}=10^{2}}) 이 성질을 지닌 앞의 수는 676, 다음 수는 692이다. (OEIS의 수열 A175396)
- {\displaystyle 680=2^{2}+26^{2}=14^{2}+22^{2}}
  - 서로 다른 두 자연수의 제곱합으로 나타내는 방법이 두 가지인 수다.
- {\displaystyle 680=3^{6}-7^{2}}
- {\displaystyle 69^{2}-1}, {\displaystyle 21^{4}-1}은 680으로 나누어떨어진다.

## 과학
- NGC 680(영어판): 양자리 방향에 있는 타원은하.
- 680 게노페바(영어판): 소행성.

## 교통
- 오토루트 680호선(프랑스어판): 프랑스의 고속도로.
- 현도 제680호선

## 군사
- U-680(영어판): 제2차 세계 대전에 사용된 나치 독일의 군용 잠수함.

## 문화유산
- 대한민국의 보물 제680호: 영주 신암리 마애여래삼존상

## 작품
- 〈검은털 일본소혀 소금구이 680엔〉: 오오츠카 아이의 7번째 싱글. (2005년 2월 9일 출시)

## 기타
- 연도: 680년, 기원전 680년
- 680년대
- 한국십진분류법에서 공연 예술 및 매체 예술에 관한 책들이 분류되는 번호.
- 680 N 레이크 쇼어 드라이브(영어판): 미국 일리노이주 시카고에 있는 상업용 건물.